# 補償業務管理責任者
補償業務管理者（ほしょうぎょうむかんりしゃ）とは、補償コンサルタントの日本の国土交通大臣登録を得る為に必要な資格者。

## 概説
以下の要件を充たすものが就任することができる。
補償業務管理者は補償業務の登録部門（下記）のいずれかの部門の業務の管理をつかさどる専任の者でなくてはならない。
なお、補償コンサルタント登録規程には補償業務管理責任者という資格名称、記述はない。
(イ) 登録部門（土地調査、土地評価、物件、機械工作物、営業補償・特殊補償、事業損失、補償関連、総合補償の8分野）に係わる補償業務に関し7年以上の実務経験を有する者
(ロ) 国土交通大臣がイに掲げる者と同程度の実務の経験を有する者と認定した者
ロは、国または地方公共団体等で用地補償業務に一定の経験を有する者で国土交通大臣が認定した者、または、補償業務管理士であれば国土交通大臣が認定した特別認定講習を受講する等した者である。これらの者は、補償業務管理者となることができ、補償コンサルタントの国土交通大臣登録を得ることができる。

## 関連資格
- 補償コンサルタント
- 補償業務管理士
- 再開発プランナー